# Kirill Denisov
Pour les articles homonymes, voir Denisov.
Kirill Georgiyevich Denisov (russe : Кирилл Георгиевич Денисов) est un judoka russe né le 25 janvier 1988 à Triokhgorny.

## Palmarès
| Année | Compétition           | Lieu           | Résultat | Catégorie       |
| ----- | --------------------- | -------------- | -------- | --------------- |
| 2009  | Championnats du monde | Rotterdam      | 2e       | Moins de 90 kg  |
| 2010  | Championnats du monde | Tokyo          | 3e       | Moins de 90 kg  |
| 2011  | Championnats d'Europe | Istanbul       | 2e       | Moins de 90 kg  |
| 2013  | Championnats d'Europe | Budapest       | 1er      | Moins de 90 kg  |
| 2013  | Championnats du monde | Rio de Janeiro | 3e       | Moins de 90 kg  |
| 2015  | Championnats d'Europe | Bakou          | 1er      | Moins de 90 kg  |
| 2017  | Championnats d'Europe | Varsovie       | 3e       | Moins de 100 kg |